# 도야마 신문
도야마 신문（富山新聞）은 도야마현의 지방지에서 조간 전매 종이이다. 1923년 창간하였다. 이시카와현 가나자와시에 본사를 둔 홋코쿠 신문을 발표했다. 판매 부수는 4만 2602부이다. 2019년 1월 일본 ABC 협회의 조사에 따르면 도야마 현에서의 점유율은 약 10%로 3위를 기록하고 있다.